# 유녹숭
유록숭(庾祿崇, 1035년 ~ 1114년 7월 25일)은 고려의 문신이다. 본관은 무송(茂松). 자는 귀수(龜壽)이다.
강직함으로 명성이 있었다. 유학(儒學)으로 벼슬을 시작해 40여 년 동안 관직에 있으면서 공정과 충성을 자처했다. 자신을 굽혀 남에게 복종하지 않았으며 의롭고 올곧게 행동하니 비록 권세가나 친척일지라도 감히 그를 굴복시키지 못했다. 숙종 때 우산기상시(右散騎常侍)·추밀원사(樞密院使)·상서우복야(尙書右僕射)를 역임하고, 예종 때 참지정사(叅知政事)에 이르렀다. 비록 고관으로 현달했으나 의복과 집은 벼슬하지 않던 시절과 같았다. 시호는 안정(安貞)이다.

## 생애
1099년(숙종 4) 12월 26일 우산기상시(右散騎常侍)로 임명되었다. 나라에서 수도를 남경(南京)으로 옮기려고 하자 재상과 관료들이 대부분 찬성하였으나, 좌산기상시(左散騎常侍)로서 류신(柳伸)과 함께 수도 이전을 반대하였다.
1102년(숙종 7) 1월 15일 좌산기상시로서 지서북면병마사(知西北面兵馬使)에 임명되었고, 같은 해 5월 13일 추밀원사 겸 태자빈객(樞密院使兼太子賓客)이 되었다.
1103년(숙종 8) 2월 26일 상서좌복야(尙書左僕射) 참지정사(參知政事)에 올랐다.
고려 예종 때 참지정사(叅知政事)로 치사(致仕)하여 1114년(예종 9) 6월 22일 죽으니, 나라에서 3일 동안 조회를 정지하였다. 시호는 안정(安貞)이다.